# Felix Bowness
Felix Bowness, właśc. Felix Talbot-Bowness (ur. 20 marca 1922 w Harwell, zm. 23 września 2009 w Reading) – brytyjski aktor komediowy i artysta kabaretowy. Współcześnie pamiętany przede wszystkim ze swoich występów w serialu Hi-de-Hi! (1980–1988).

## Życiorys

### Młodość
Był dzieckiem pary francuskojęzycznych Kanadyjczyków, którzy osiedli w Anglii. W młodości uprawiał z powodzeniem boks, chętnie jeździł też konno. Po wybuchu II wojny światowej został wcielony do armii. Brał udział w lądowaniu w Normandii, podczas którego został ranny. Po demobilizacji trafił do grupy kabaretowej, z którą występował głównie w nadmorskich kurortach.

### Kariera
W latach 60. związał się z telewizją. Grywał drobne rólki w wielu popularnych serialach komediowych, ale zarabiał przede wszystkim jako tzw. warm-up artist, czyli osoba odpowiedzialna za "rozgrzanie" publiczności przez nagraniem programu lub odcinka serialu oraz za zabawianie jej w trakcie przerw technicznych (np. na zmianę scenografii). W takim charakterze pracował m.in. przy Are You Being Served?, którego współtwórcą i producentem był David Croft. Obaj panowie dobrze się poznali i polubili, a kiedy Croft i jego współscenarzysta Jimmy Perry przygotowywali nowy projekt, Hi-de-Hi!, specjalnie z myślą o Bownessie stworzyli postać podstarzałego już dżokeja, pracującego jako instruktor jeździectwa w ośrodku wczasowym. Choć miał już blisko 60 lat, była to jego pierwsza tak poważna rola w telewizji. Przyniosła mu, jak wszystkim członkom obsady serialu, dużą popularność. Bowness wystąpił we wszystkich odcinkach emitowanego przez osiem lat serialu, pojawił się także (choć już w nieco mniej eksponowanych rolach) w dwóch dalszych produkcjach Crofta: Pan wzywał, milordzie? i Stacyjce Hatley.
Ciekawym epizodem w karierze Bownessa był udział w filmie erotycznym Queen of the Blues z 1979 roku. Jego postać sama nie uprawiała jednak seksu na ekranie, zaś tego typu sposób dorabiania sobie był dość popularny wśród mniej znanych brytyjskich aktorów z tamtego okresu.

## Życie prywatne
Prywatnie Bowness był przez 59 lat żonaty z Mavis, z którą miał jednego syna i troje wnucząt. Pod koniec życia cierpiał na demencję, która zmusiła go do wycofania się z życia publicznego. Zmarł we wrześniu 2009 w swoim domu w Reading, w wieku 87 lat.